# Sasha Velour
Alexander « Sasha » Hedges Steinberg, plus connue sous le nom de scène Sasha Velour, est une actrice, directrice artistique et drag queen américaine principalement connue pour sa participation à la neuvième saison de l'émission de téléréalité RuPaul's Drag Race.

## Jeunesse et éducation
Sasha Steinberg naît le 25 juin 1987 à Berkeley, en Californie, et est l'enfant unique de Mark D. Steinberg, chercheur en histoire russe et professeur d'histoire à l'Université de l'Illinois à Urbana-Campaign d'origine juive russe, et de Jane Hedges, rédactrice en chef de Yale University Press et de Slavic Review,. Elle grandit dans le Connecticut jusqu'à l'âge de neuf ans, avant d'emménager à Urbana, dans l'État de l'Illinois.
En 2004, Sasha Steinberg obtient son diplôme au Lycée de l'Université de l'Illinois et part ensuite à l'étranger avec sa famille, où elle travaille à temps partiel comme agent de sécurité au Musée de l'Ermitage de Saint-Pétersbourg, en Russie, et au Staatsoper Unter den Linden de Berlin, en Allemagne,.
En 2009, Sasha Steinberg obtient son Bachelor of Arts en lettres modernes au Vassar College. En 2010, elle étudie à Moscou avec le programme Fulbright dans un projet sur la compréhension du rôle de l'art dans la société russe contemporaine. En 2013, elle obtient un master en beaux-arts au Center for Cartoon Studies de White River Junction, dans le Vermont. Avant de poursuivre une carrière dans le drag, Sasha Steinberg travaille indépendamment dans l'illustration et le design graphique, le tutorat de langue anglaise et comme productrice en chef de Toon Books, une maison d'édition de littérature d'enfance et de jeunesse,,.

## Carrière

### Illustration et graphisme
Sasha Steinberg emménage à New York avec son partenaire John Jacob « Johnny Velour » Lee en 2013 et commence à publier en auto-entrepreneuse et à vendre en conventions ses bandes dessinées. Son travail est publié entre autres dans The Nib, InkBRICK, Comics Workbook Magazine, QU33R et Cicada Magazine sous les pseudonymes de Sasha Velour et Sasha Steinberg. L'art visuel de Sasha Steinberg fait également l'objet d'expositions : What's Your Drag est exposé à la Be Gallery NYC au printemps 2014, en collaboration avec l'école où elle enseigna l'anglais, tandis que Nightrooms est exposé à la Black Box Gallery de Brooklyn en mars 2016.

### Drag
Sasha Velour commence le drag pendant ses études au Center for Cartoon Studies, dans le Vermont, où elle rencontre son partenaire John Jacob « Johnny Velour » Lee alors qu'il tenait un rôle dans une production de la comédie musicale Annie.
Son nom de scène Sasha Velour lui vient du diminutif de son prénom de naissance, Alexander, et du mot Velour, qui en anglais désigne le velours synthétique, une matière plus abordable mais ressemblant au véritable velours, ce que Sasha décrit comme une parfaite métaphore du drag. Ses influences principales sont Jean-Michel Basquiat, Keith Haring et Andy Warhol.
Au printemps 2013, Sasha Velour et son partenaire montent le spectacle Whatever She Wants, A Drag Musical au Main Street Museum, qu'elle considère comme une pièce maîtresse de sa carrière. La même année, Sasha Velour déménage à Brooklyn.
Sasha Velour commence ses performances en 2014 et crée avec son partenaire le magazine Velour, The Drag Magazine l'été de la même année. Le magazine est publié pendant deux ans et est condensé sous la forme d'un livre de 300 pages illustrées en 2018.
En août 2015, Sasha Velour commence la production de son propre spectacle mensuel, Nightgowns, au Bizarre Bushwick.

#### RuPaul's Drag Race
Sasha Velour auditionne pour participer à la huitième saison de RuPaul's Drag Race mais n'est pas retenue dans la distribution finale.
Le 2 février 2017, Sasha Velour est annoncée comme l'une des quatorze candidates de la neuvième saison de RuPaul's Drag Race, qu'elle remporte,. Sa performance lors de l'épisode final de la saison sur la chanson So Emotional de Whitney Houston est considérée par The A.V. Club comme « la performance de l'année » et Entertainment Weekly la considère comme « l'un des meilleurs moments télévisés de l'année »,.

#### Succès Post-Drag Race
En 2017, Sasha Velour fonde la House of Velour, une compagnie de production de théâtre et de cinéma et mondialise la production de son spectacle Nightgowns,.
Le 27 décembre 2017, Google Doodle fait appel à Sasha Velour pour créer une illustration afin de célébrer le 116e anniversaire de la naissance de l'actrice Marlene Dietrich, que Sasha Velour a imité lors du Snatch Game de la neuvième saison de RuPaul's Drag Race.
En 2018, Sasha Velour collabore avec Opening Ceremony pour réaliser le premier défilé entièrement queer de l'histoire de la New York Fashion Week. Sasha Velour fait appel à de nombreuses drag queens, comme Shea Couleé et Miss Fame, ainsi qu'à Christina Aguilera.
En juin 2019, Sasha Velour se place douzième du classement du magazine New York des « 100 drag queens les plus puissantes d'Amérique ».
En avril 2023, Sasha Velour publie chez Harper's Collins The Big Reveal : An Illustrated Manifesto of Drag dans lequel elle relate son expérience comme artiste queer, à travers les origines du drag.

### Cinéma et télévision
En 2018, Sasha Velour produit Pirate Jenny, un court-métrage adapté de L'Opéra de quat'sous.
En 2019, Sasha Velour apparaît dans les séries télévisées De celles qui osent et Broad City,.
Le 6 avril 2020, la série documentaire en huit épisodes sur les coulisses de son spectacle Nightgowns sort sur la plate-forme Quibi.
En mars 2021, Sasha Velour tient un rôle dans le court-métrage The Island We Made composé par Angélica Negrón et réalisé par Matthew Placek.
En juillet 2023, il a été annoncé que Sasha Velour se joindrait à Priyanka (en) et Jaida Essence Hall pour animer la quatrième saison de la télé-réalité We're Here. Les trois hôtes remplacent les animateurs précédents, Eureka, Shangela et Bob the Drag Queen.

### Spectacles
Depuis le 9 janvier 2019, Sasha Velour se produit sur scène dans son premier spectacle solo, Smoke & Mirrors. La première représentation a lieu à Canberra, en Australie, et le spectacle s'est joué aux États-Unis, au Royaume-Uni et dans l'Union européenne. Le 11 mars 2020, les représentations sont interrompues à cause de la pandémie de Covid-19. La tournée européenne reprend en février 2022, s'arrêtant dans trente-trois villes, de l'Irlande à la Pologne.
Son second spectacle, The Big Reveal, qui « revisite sa vie depuis sa plus tendre enfance jusqu'à son statut de reine américaine des drag-queens », s'arrête notamment au Théâtre du Léman à Genève en avril 2024.

## Vie privée
Sasha Steinberg réside depuis 2013 à Brooklyn, dans l'État de New York, avec son partenaire Johnny Velour et Vanya, leur petit lévrier italien.
Sasha Steinberg est genderfluid. Son personnage de drag queen est genré au féminin.
Sasha Steinberg a la tête rasée en hommage à sa mère décédée du cancer en 2015.

## Filmographie

### Télévision
- 2017 : RuPaul's Drag Race : Elle-même[22]
- 2019 : De celles qui osent[47]
- 2019 : Broad City[48]

### Web-séries
- 2017 : RuPaul's Drag Race: Untucked : Elle-même[22]
- 2020 : The Pit Stop[49]
- 2020 : Nightgowns[36]
- 2020 : The X-Change Rate[50]